# Koczkodan czubaty
Koczkodan czubaty, koczkodan sekretny (Cercopithecus pogonias) – gatunek ssaka naczelnego z podrodziny koczkodanów (Cercopithecinae) w obrębie rodziny koczkodanowatych (Cercopithecidae). 

## Taksonomia
Gatunek po raz pierwszy zgodnie z zasadami nazewnictwa binominalnego opisał w 1833 roku brytyjski zoolog Edward Turner Bennett nadając mu nazwę Cercopithecus pogonias. Miejsce typowe to wyspa Bioko, Gwinea Równikowa. Holotyp to młodociany samiec (sygnatura 	BMNH Mammals 1842.11.4.14) ze zbiorów Muzeum Historii Naturalnej w Londynie.
C. pogonias należy do grupy gatunkowej mona. Podgatunek schwarzi z Mayombe w Demokratycznej Republice Konga, podobny do podgatunku grayi, ale o ciemniejszym futrze, jest rozpoznawany przez niektóre ujęcia systematyczne. 
Autorzy Illustrated Checklist of the Mammals of the World rozpoznają trzy podgatunki. Podstawowe dane taksonomiczne podgatunków (oprócz nominatywnego) przedstawia poniższa tabelka:
| Podgatunek     | Oryginalna nazwa       | Autor i rok opisu | Miejsce typowe             | Holotyp                                                                                                |
| -------------- | ---------------------- | ----------------- | -------------------------- | --- |
| C. p. grayi    | Cercopithecus grayi    | L. Fraser, 1850   | Nieznane.                  | Okaz z kolekcji martwych okazów zwierząt egzotycznych 13. hrabiego Derby, Edwarda Smith-Stanleya.      |
| C. p. nigripes | Cercopithecus nigripes | Du Chaillu, 1860  | Brzeg rzeki Offoue, Gabon. | Dorosły samiec (sygnatura BMNH Mammals 1861.7.29.16) ze zbiorów Muzeum Historii Naturalnej w Londynie. |

### Etymologia
- Cercopithecus: gr. κερκοπίθηκος kerkopithēkos „małpa z długim ogonem”, od gr. κερκος kerkos „ogon”; πιθηκος pithēkos „małpa”[19].
- pogonias: gr. πωγωνιας pōgōnias „brodaty”, od πωγων pōgōn, πωγωνος pōgōnos „broda”[20].
- grayi: John Edward Gray (1800–1875), brytyjski zoolog[21].
- nigripes: łac. niger „czarny”; pes, pedis „stopa”, od gr. πους pous, ποδος podos „stopa”[22].

## Zasięg występowania
Koczkodan czubaty występuje w środkowo-zachodniej Afryce zamieszkując w zależności od podgatunku:
- C. pogonias pogonias – koczkodan koroniasty – południowo-wschodnia Nigeria, zachodni Kamerun i wyspa Bioko w Gwinei Równikowej.
- C. pogonias grayi – koczkodan czarnostopy – południowy Kamerun, południowo-zachodnia Republika Środkowoafrykańska, północno-zachodnia Demokratyczna Republika Konga, północno-wschodni Gabon, północne Kongo i być może Angola (Kabinda).
- C. pogonias nigripes – koczkodan złotobrzuchy – Gwinea Równikowa, zachodni Gabon i Kongo (między rzekami Ogowe i Kongo).

## Morfologia
Wymiary: Długość ciała (bez ogona) samic 44–48 cm, samców 50–57 cm, długość ogona samic 60–74 cm, samców 69–87 cm; masa ciała samic 3,1–3,5 kg, samców 4,5–4,7 kg.
Sierść:  Żółtawa, czarna pręga przebiega wzdłuż całego kręgosłupa, od barków po ogon. Nogi ma ciemne na zewnątrz, stronę wewnętrzna jest pomarańczowa. Stopy i dłonie czarne. Samiec i samica są ubarwione tak samo.
Głowa: Zaokrąglona z krótkim nosem. Twarz czarna z białymi paskami. Torby policzkowe służą do przenoszenia pożywienia. Sierść na czole ma oliwkowy odcień. Trzy czarne pręgi zaczynają się nad brwiami i przecinają całą głowę aż po kark. Sierść środkowej pręgi tworzy mały grzebień.
Kończyny: Umięśnione kończyny tylne są o wiele dłuższe niż przednie. Za ich pomocą zwinnie skacze z gałęzi na gałąź.
Ogon: Jest długi i cienki. Służy do utrzymywanie równowagi. Tak jak u innych małp wąskonosych jego ogon nie jest chwytny. 

## Ekologia

### Tryb życia
Koczkodan czubaty żyje w tropikalnych dżunglach deszczowych, zamieszkuje głównie wyższe piętra drzew, aż po korony. Na ziemię schodzi bardzo rzadko. Żyje w stadach rodzinnych, składających się z 6-10 osobników. Głównie jest to jeden dojrzały płciowo samiec i 1-2 zdolne do reprodukcji samice oraz ich młode. Młode zazwyczaj opuszczają rodzinę i żyją w "kawalerskich" stadach do czasu, gdy osiągną dojrzałość płciową. Wtedy starają się założyć własną rodzinę.
Grupa w nocy zawsze śpi razem w koronach drzew, na terenie, gdzie stado szuka pożywienia w ciągu dnia. Dorosły samiec bardzo czujnie pilnuje stada. Trzyma wszystkich intruzów na dystans.
W ciągu dnia koczkodany są bardziej towarzyskie i gromadzą się razem z innymi gatunkami małp, np. kotawcami zielonosiwymi czy koczkodanami białowargimi. Mogą nawet na krótki czas tworzyć wspólne stada.
Małpy te wiele czasu poświęcają na pielęgnację sierści, zarówno własnej, jak i towarzyszy ze stada. Palcami, zębami i wargami usuwają wzajemnie pasożyty z sierści. Cała rodzina żyje razem. Poszczególni jej członkowie porozumiewają się ciągłym mamrotaniem, szczekaniem i innymi odgłosami. Koczkodany te do komunikacji używają bogatej gestykulacji i wyrazów twarzy.

### Rozmnażanie
Dojrzałe płciowo samice koczkodana czubatego gotowe są do zapłodnienia co 30 dni przez cały rok. Mimo to młode rodzą się najczęściej między listopadem a kwietniem. Dzieje się tak, ponieważ mają wtedy najwięcej pożywienia. Samo parzenie odbywa się w nocy, wysoko w koronach drzew, w miejscu gdzie małpy sypiają. Ciąża trwa około 6 miesięcy. Po tym czasie rodzi się najczęściej jedno młode. Bliźnięta pojawiają się dość rzadko. Noworodek od razy chwyta się mocno sierści na brzuchu matki. 
Noworodek koczkodan czubatego ma delikatne, jasne futerko, waży 300 g i ma już otwarte oczy. Ssie mleko matki, po którym bardzo szybko rośnie, a po kilku tygodniach może już skakać po gałęziach. Po pół roku zostaje odstawiony od matki. W tym czasie jest już samodzielny, ma też nową sierść. Kolejne lata, do osiągnięcia dojrzałości płciowej, spędza w stadzie matki. 

### Pożywienie
Gatunek ten żywi się liśćmi, miękkimi, świeżymi pędami i owocami. W jego jadłospisie nie brak też nasion oraz różnych soków i owadów.
Pożywienie najpierw starannie sprawdza, a potem ręką wkłada do ust. Miękkie i soczyste jedzenie dostarcza mu dużej ilości płynów, dlatego nie musi regularnie pić.
Koczkodany wyruszają czasem na pola i plantacje owoców na skrajach dżungli. Tam, gdzie jest pod dostatkiem pożywienia, często żeruje kilka stad. Część zwierząt stoi na straży i pilnuje. Grupy takie mogą liczyć nawet 2 000 osobników.

## Ochrona
W Czerwonej księdze gatunków zagrożonych Międzynarodowej Unii Ochrony Przyrody i Jej Zasobów został zaliczony do kategorii NT (ang. near threatened ‘bliski zagrożenia’). Obecnie nie jest bezpośrednio zagrożony wyginięciem, lecz w wyniku stałego niszczenia lasów deszczowych jego populacja powoli się zmniejsza.